# 新潟県道15号新潟長浦水原線

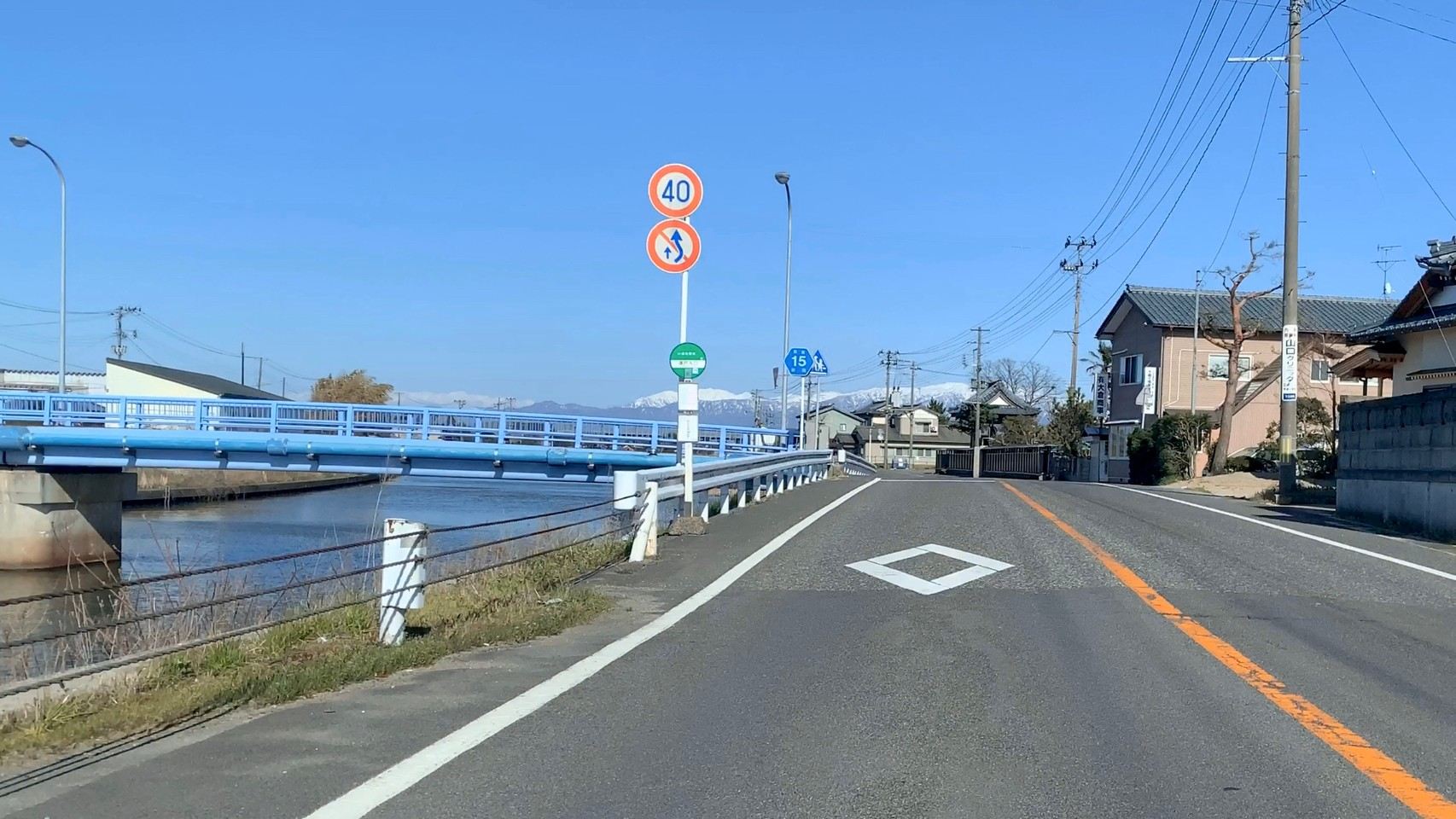
新潟市北区下土地亀付近（2020年4月）

新潟県道15号新潟長浦水原線（にいがたけんどう15ごう にいがたながうらすいばらせん）は、新潟県新潟市北区から阿賀野市に至る県道（主要地方道）である。

## 概要
新潟市北部と阿賀野市水原地区を結ぶ幹線ルート。豊栄地区から阿賀野市水原地区へ、さらに国道460号を介して阿賀野市京ヶ瀬地区・新潟市新津地区に至るルートとしても機能している。
起点は阿賀野川右岸、新潟市新崎の新崎（泰平橋東詰）交差点。JR白新線の阿賀野川橋梁をアンダーパスして南下し、新崎駅南側の住宅地や工業団地を抜けて豊栄地区に入り、この先は豊栄中心部まで約3kmの間新井郷川の左岸側を東進する。川西一丁目交差点から阿賀野市水原地区方面へ南下するルートとなり、水原中心部で国道460号などに接続する。
なお、路線名の「長浦」とは、経路上にある長浦地域（旧豊栄市、かつての北蒲原郡長浦村）を指す。

### 路線データ
- 起点：新潟市北区新崎（新崎交差点、新潟県道3号新潟新発田村上線交点）
- 終点：阿賀野市安野町277番1[1]（安野町交差点、国道460号交点）
- 路線延長：14.2 km（2006年4月1日現在）[2]

## 歴史
- 1993年（平成5年）5月11日 - 建設省から、県道新潟長浦水原線が新潟長浦水原線として主要地方道に指定される[3]。

## 路線状況

### バイパス
- 長浦バイパス[4]（新潟市北区浦木 - 同区長場）

### 重複区間
- 新潟県道46号新潟中央環状線（新潟市北区浦木地内）

## 地理

### 通過する自治体
- 新潟市（北区）
- 阿賀野市

### 交差する道路
- 新潟市北区
  - 新潟県道3号新潟新発田村上線（新崎・泰平橋東詰交差点）
  - 新潟県道27号新潟安田線（兄弟堀交差点）
  - 新潟県道26号新発田豊栄線・新潟県道324号豊栄太夫浜線（川西一丁目交差点）
  - 新潟県道46号新潟中央環状線（浦木）
  - 新潟県道46号新潟中央環状線（浦木）
- 阿賀野市
  - 国道460号・新潟県道586号水原亀田線（安野町交差点）